# Cia. Cerâmica Vila Prudente
A Cia. Cerâmica Vila Prudente surgiu, com esse nome, em 1910, no bairro de Vila Prudente, no município de São Paulo; entretanto, com outro nome, suas atividades tiveram início logo após a fundação da Vila Prudente, que ocorreu em 1890. Ela fazia parte do conglomerado de empresas fundado por Emídio Falchi, que funcionou sob as seguintes razões sociais: Irmãos Falchi & Cia.; Falchi & Cia. e Falchi Giannini & Cia.

## História
Em outubro de 1890 os irmãos italianos Emídio, Panfilio e Bernardino Falchi adquiriram uma gleba de terras de 1.000.000 m² nas proximidades da Estação Ipiranga e lotearam o terreno, dando origem ao bairro de Vila Prudente. Os objetivos dos irmãos Falchi eram: edificar a nova sede da fábrica de chocolates da família; atrair algumas indústrias para a região; e vender terrenos para os operários construírem suas casas. Vendo que a região era rica em argila e sabendo que haveria grande procura por tijolos, telhas e outros artefatos cerâmicos, os irmãos Falchi decidiram criar, também, uma olaria e, para isso, se associaram a três irmãos franceses: Antoine, Henry e Ernest Sacoman. Os franceses eram especialistas no ramo cerâmico e a olaria, que nasceu dessa sociedade, mais tarde deu origem à Cia. Cerâmica Vila Prudente. Em 1895 os irmãos Sacoman deixaram a sociedade com os irmãos Falchi e fundaram sua própria empresa, no distrito do Ipiranga, onde hoje é o bairro do Sacomã.
Em 1910 os irmãos Falchi venderam a olaria para José Puglisi Carbone, que teve como sócios Francisco de Paula Ramos Azevedo, Júlio Michelli e Alfredo de Miranda. A partir de então, ela passou a funcionar com o nome Cia. Cerâmica Vila Prudente; diversificou a produção, cresceu e ganhou fama na cidade. Consta que em 1913 ela tinha uma produção diária de 10.000 telhas e 8.000 tijolos.

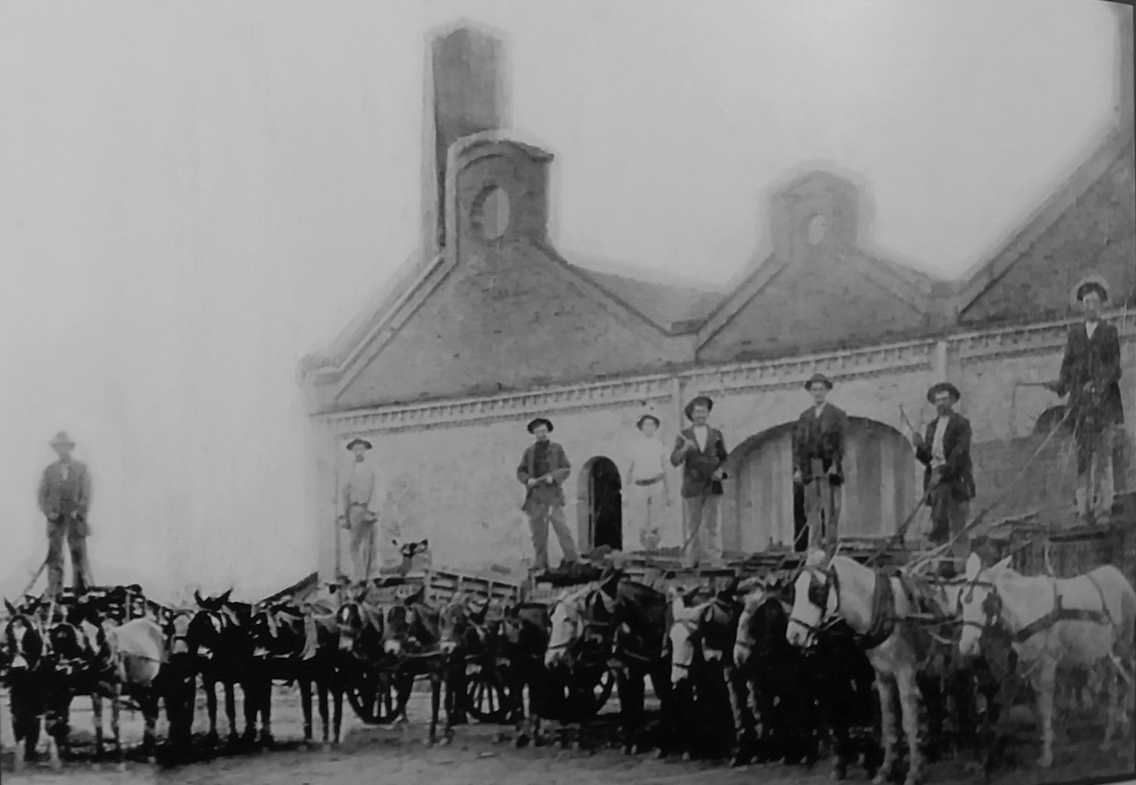
Carroceiros e mulas que faziam o transporte da argila das minas para a indústria

As jazidas de argila ficavam próximas à fábrica, sendo que algumas se encontravam fora dos limites do bairro de Vila Prudente. O transporte da matéria prima era feito em carroças, puxadas por mulas, que já estavam tão condicionadas ao serviço que nem precisavam de condutores para fazer o trajeto de ida e volta.
Os funcionários da fábrica organizaram um clube social, a partir de um time de futebol, cujo nome era Flor da Vila FC. Na sede social havia bailes, jogos de mesa e um grupo de teatro. A criação de clubes sociais, com times de futebol, tornou-se uma tradição seguida por outras empresas que se fixaram na região.
A Cia. Cerâmica Vila Prudente encerrou suas atividades entre 1957 e 1958. Ao longo de sua existência passou pelas mãos de diversos proprietários, dentre os quais o Doutor Luis Inácio de Anhaia Melo; que aumentou dez vezes a produção da indústria e organizou a área contábil. Anhaia Melo foi prefeito de São Paulo por um ano, depois da revolução de 1930, e hoje dá nome a uma importante avenida do bairro. A empresa também teve como sócio o engenheiro Ramos de Azevedo; outra personalidade da vida paulistana. Depois passou para as mãos das famílias Zappi e Pillegi, que eram donas da Indústria de Louças Zappi, mas é importante ressaltar que a Cia. Cerâmica Vila Prudente não foi incorporada à Indústria de Louças Zappi; as duas empresas coexistiram, independentes, apesar de pertencerem aos mesmos sócios.